# Rio Antaloc
O Rio Antaloc é um rio da Romênia afluente do rio Trotuş, localizado no distrito de Harghita.